# Karnal
Karnal pronúnciaⓘ (em hindi:  करनाल; em panjabi:  ਕਰਨਾਲ) ou chamada ainda de "Rice Bowl of India"; é uma cidade indiana, capital do distrito homônimo no estado de Haryana.